# Transports en Californie

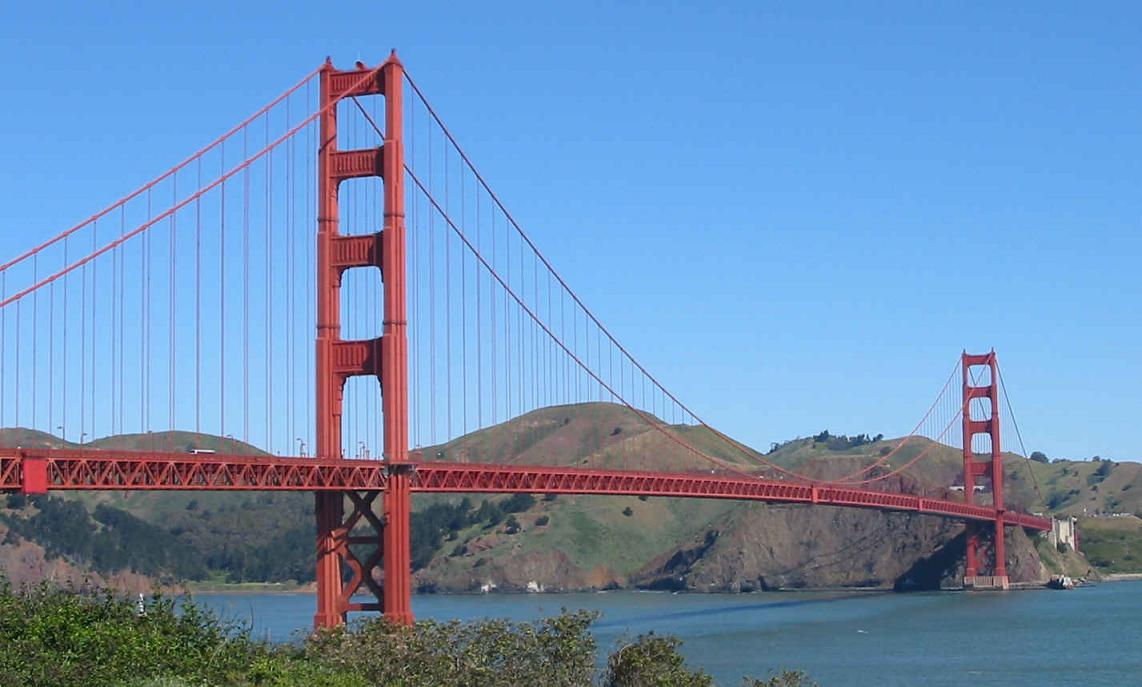
Le plus célèbre pont de Californie, le Golden Gate Bridge.

Les transports en Californie sont principalement marqués par les habitudes d'utilisation des véhicules individuels, portées par la mise en place d'un réseau important d'autoroutes et voies rapides. Un projet de ligne de Train à grande vitesse doit conduire à une mise en service en 2030.

## Autoroutes etInterstates(routes fédérales inter-États)

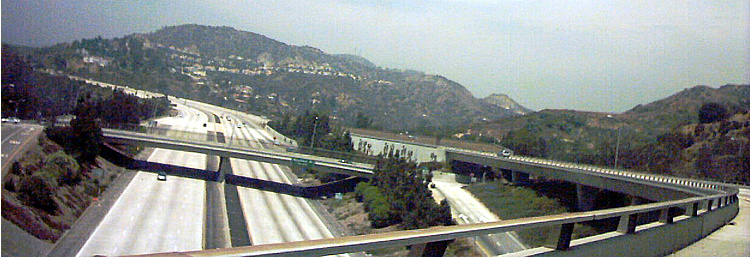
Les grands échangeurs superposés du réseau routier californien (Caltrans) et leurs rampes élancées offrent des vues impressionnantes.

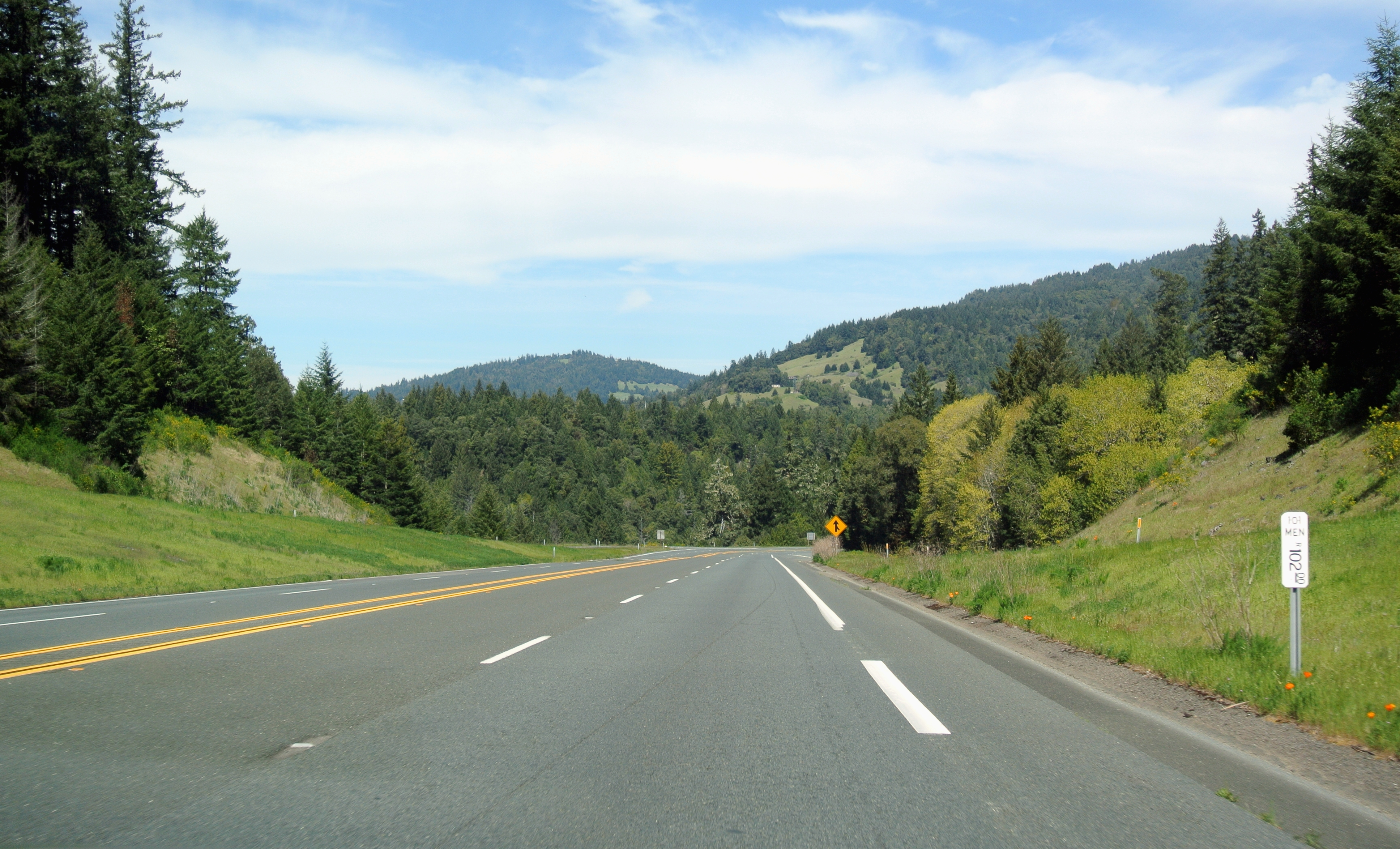
U.S. Route 101 dans le comté de Mendocino.

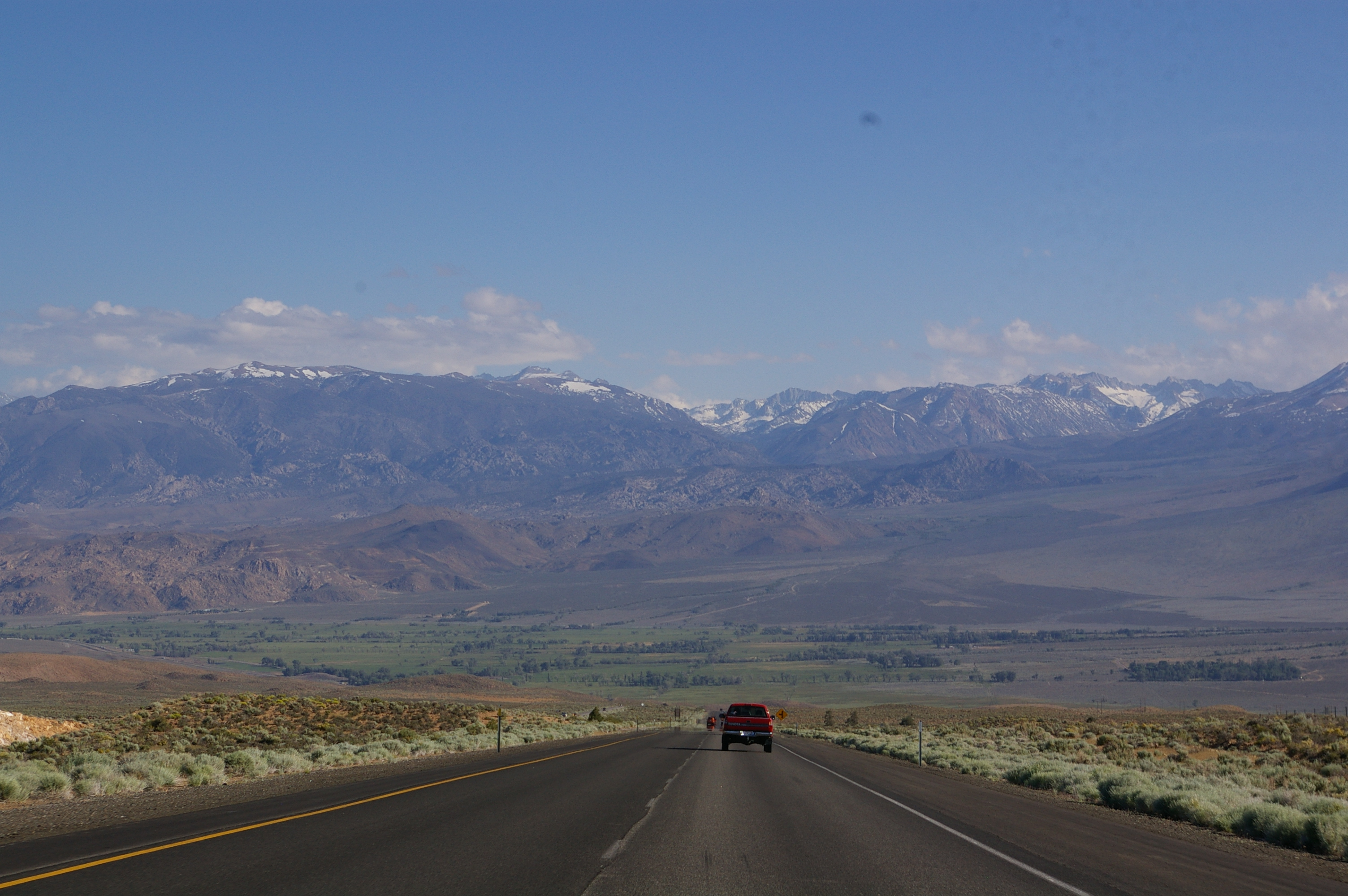
U.S. Route 395 en direction de la vallée de l'Owens.

### Autoroutes fédérales Inter-États
- Interstate 5
- Interstate 8
- Interstate 10
- Interstate 15
- Interstate 40
- Interstate 80

### U.S. Routes
- U.S. Route 6
- U.S. Route 50
- U.S. Route 95
- U.S. Route 97
- U.S. Route 101
- U.S. Route 199
- U.S. Route 395

La Californie est célèbre pour sa culture de l'automobile, ses habitants ayant tendance à prendre la route pour tout type de déplacement, migration pendulaire, courses à faire ou encore départs en vacances, donnant ainsi aux villes californiennes une réputation de métropoles en permanence embouteillées. 
L'immense territoire californien est maillé par un vaste réseau de voies expres et autoroutes, toutes gérées par Caltrans et surveillées par la California Highway Patrol (Police de la route de Californie), à l'exception des voies rapides numérotées du comté de Santa Clara, construites et entretenues par le comté lui-même. Les grandes artères Nord-Sud sont l'U.S. Route 101, qui longe la côte depuis la frontière avec l'État de l'Oregon, traverse le Golden Gate et se termine dans le centre de Los Angeles, et la route fédérale "Interstate" 5, dont le tracé traverse l'intérieur des terres de l'Oregon jusqu'aux frontières mexicaines, coupant en deux l'État tout entier. En plus de ces voies, une autre grande artère Nord-Sud est l'autoroute d'État 99 (State Highway 99) qui relie les environs de Red Bluff à ceux de Bakersfield ; l'autoroute 99 est en grande partie parallèle à l'Interstate 5 et connecte les villes de la Central Valley non desservies par l'Interstate 5. Bien que la plupart des autoroutes californiennes soient gratuites, il existe quelques routes payantes et beaucoup de grands ponts possèdent des péages.
Peut-être est-ce inhérent à sa superficie mais malgré l'importance de son réseau routier (parmi les plus étendus des États-Unis), la Californie possède quelques-unes des plus grandes agglomérations des États-Unis non desservies par une Interstate Highway, dont les deux plus grosses, Fresno (471 479 habitants) et Bakersfield (247 057 habitants). Ces villes, ainsi que Modesto et Visalia, sont évitées par l'Interstate 5 qui vire à l'ouest pour contourner les embouteillages de la Vallée Centrale de Californie, entre Sacramento et Los Angeles.
Le plus célèbre pont autoroutier de l'État est le Golden Gate, mais il existe aussi d'autres grands ponts à Sacramento, Los Angeles, et San Diego.

## Transports aériens
L'aéroport international de Los Angeles et l'aéroport international de San Francisco sont des centres de correspondance importants pour le trafic aérien transpacifique et transcontinental. Il y a environ une douzaine d'aéroports commerciaux importants et bien plus d'aéroports d'aviation générale dans les 58 comtés que compte la Californie.

## Gares maritimes et ports
La Californie possède également plusieurs ports importants. Le complexe portuaire géant formé par le Port de Los Angeles et le Port de Long Beach dans le sud de la Californie est le plus grand du pays et doit gérer environ un quart de l'ensemble du trafic de cargos de conteneurs des États-Unis. Le Port d'Oakland traite la plupart des conteneurs traversant l'océan et passant par le nord de la Californie. Le Port de Redwood City est l'un des ports les plus importants au monde et le seul port en eaux profondes du sud de la baie de San Francisco.

## Les chemins de fer et les bus

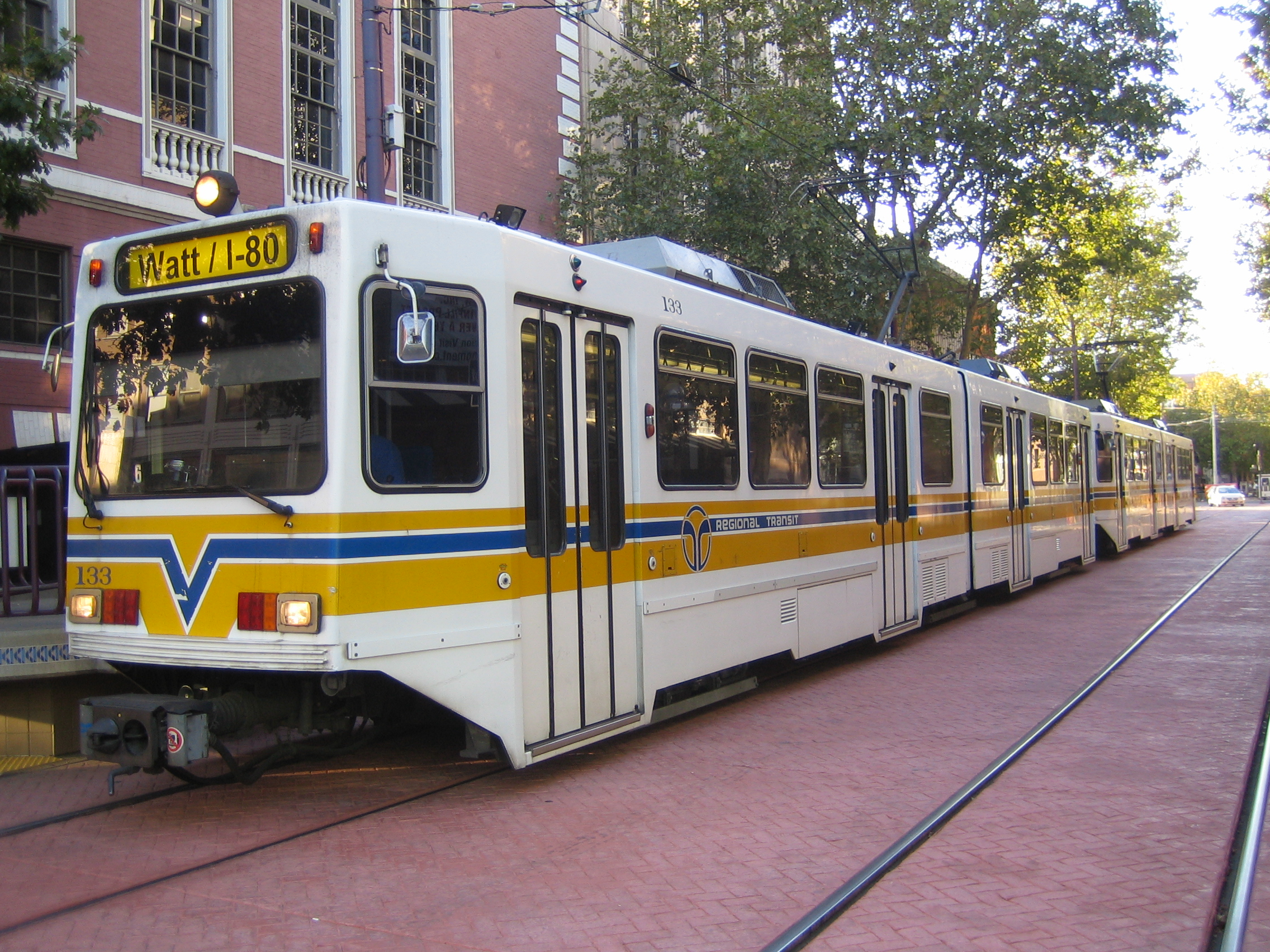
Métro léger à Sacramento.

Le trafic ferroviaire express est exploité par Amtrak California, qui gère les trois réseaux ferroviaires express les plus chargés des États-Unis en dehors du Northeast Corridor. Des réseaux combinant métros et métros légers existent à Los Angeles (LACMTA) et San Francisco (BART et MUNI Metro). On trouve également des réseaux de métros légers à San Jose (VTA), San Diego (San Diego Trolley), Sacramento (RT Light Rail), et dans la Région Nord de San Diego (Sprinter). De plus, des réseaux de trains de banlieue desservent la Baie de San Francisco (ACE), le Grand Los Angeles (Metrolink), et le comté de San Diego (Coaster).
Quasiment tous les comtés ont leurs lignes de bus, de nombreuses villes ayant également leurs propres lignes. Les voyages régionaux en bus peuvent être effectués via Greyhound, Amtrak Thruway Coach, Xe Đò Hoàng Transportation ou California Shuttle Bus.

## Enjeux futurs
Les réseaux de transports arrivent à saturation en raison de l'accroissement démographique. Un problème politique récurrent en Californie réside dans le choix pour l'État entre continuer l'expansion agressive des autoroutes gratuites (« Freeway ») et améliorer les réseaux de transports de masse dans les zones urbaines. 
Seuls 10 % des habitants de la Californie utilisent les transports en commun pour leurs déplacements[Quand ?][réf. souhaitée]. La culture californienne est majoritairement automobile. 

### Ligne de TGV Los Angeles - San Francisco
La California High Speed Rail Authority (en français : autorité des lignes ferroviaires à grande vitesse de Californie) a été créée en 1996 par l'État pour construire un réseau ferroviaire de 700 miles soit 1 127 km. Les électeurs ont voté la « Proposition 1A » en novembre 2008, approuvant ainsi un engagement financier de la part de l'État de 9 milliards de dollars. Le réseau ainsi formé doit créer des lignes de type TGV entre les quatre plus grandes aires urbaines de l'État, et doit permettre de voyager entre l'Union Station de Los Angeles et la gare San Francisco Transbay Terminal en deux heures et demie.
C'est le premier projet de ligne à grande vitesse des États-Unis. Le chantier débute en 2015. Mais, à cause notamment d'un financement complet non finalisé, en 2024, la prévision de mise en service n'est fixée que pour un premier tronçon de 191 kilomètres, entre 2030 et 2033, alors qu'une date d'achèvement complet n'est pas connue.

## Sécurité des transports
En Californie, le nombre de tués sur les routes varie entre 3102 en 2014 et 3837 en 2016.
Le nombre de tués par millions de miles parcouru par des véhicules varie entre 0,93 en 2014 et 1,13 en 2016.
Le transport en zone rurale est plus souvent mortel que le transport en zone urbaine, avec 3,01 tués par million de VMT en zone rurale, contre 0,79 tués par million de VMT en zone urbaine en 2016.
Plus de 30% des grands axes routiers sont jugés en mauvais état, en 2023, par la Ministère fédéral des Transports.